# 戈斯滕

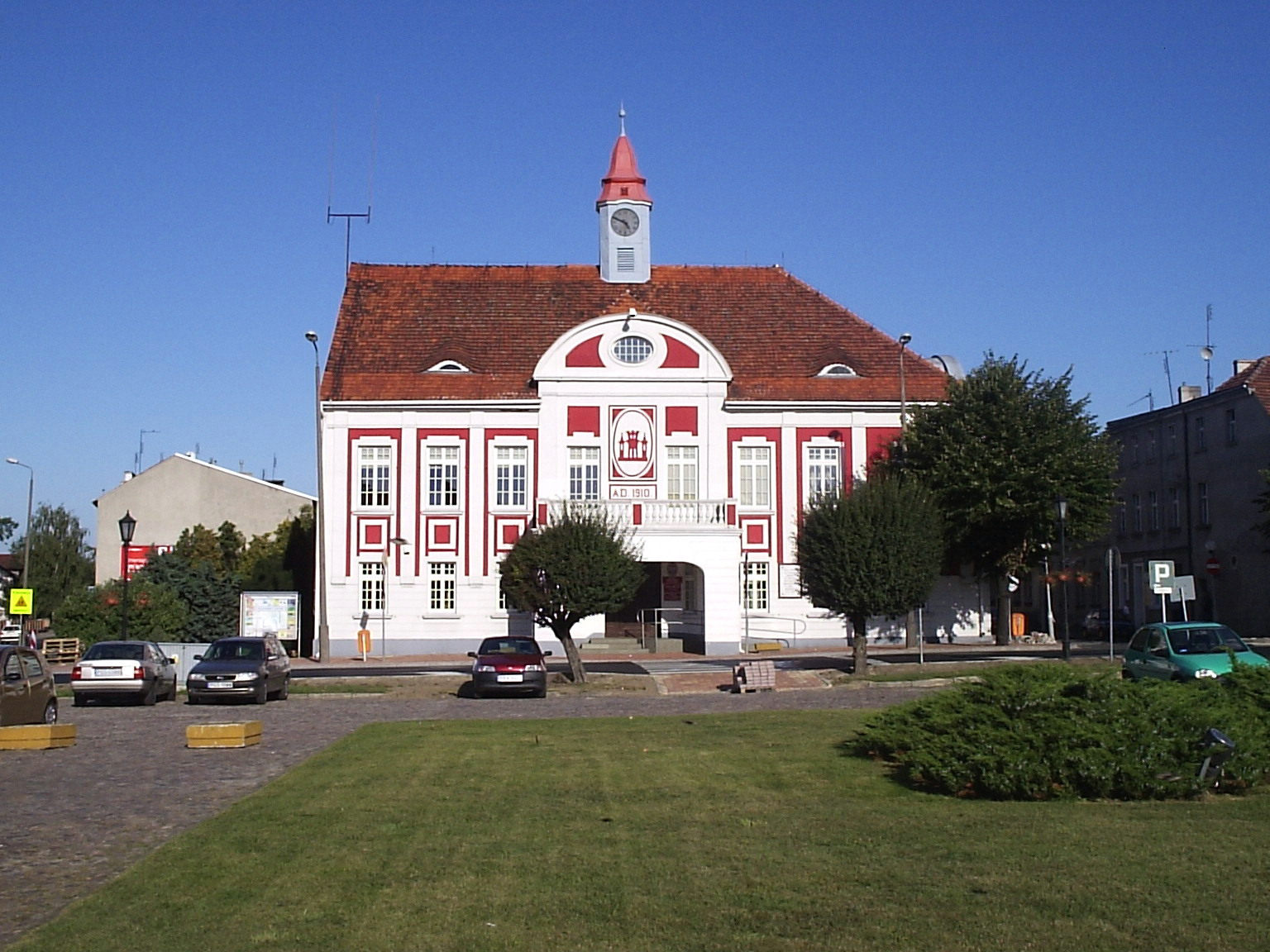

戈斯滕是波蘭的城鎮，位於該國西部，距離首府波茲南約70公里，由大波蘭省負責管轄，面積10.79平方公里，始建於1278年，海拔高度90米，2006年人口20,588。

## 外部連結
- https://web.archive.org/web/20040924033228/http://www.um.gostyn.pl/ (Polish, English, German)
- Gostyn24 （页面存档备份，存于） – Gostyn24
- Virtual Gostyn （页面存档备份，存于） – Gostyn Virtual Tour

51°53′N 17°01′E / 51.883°N 17.017°E